# Grande Prêmio da Argentina de 1954
Resultados do Grande Prêmio da Argentina de Fórmula 1 realizado em Buenos Aires à 17 de janeiro de 1954. Primeira etapa da temporada, nela o vencedor foi o argentino Juan Manuel Fangio. Foi a primeira vitória de Fangio em casa na Fórmula 1.

## Classificação da prova
| Pos. | Nº | Piloto                | Construtor | Voltas | Tempo/Diferença   | Grid | Pontos |
| ---- | -- | --------------------- | ---------- | ------ | ----------------- | ---- | ------ |
| 1    | 2  | Juan Manuel Fangio    | Maserati   | 87     | 3:00:55.8         | 3    | 8      |
| 2    | 10 | Giuseppe Farina       | Ferrari    | 87     | + 1:19.0          | 1    | 6      |
| 3    | 12 | José Froilán González | Ferrari    | 87     | + 2:01.0          | 2    | 5      |
| 4    | 26 | Maurice Trintignant   | Ferrari    | 86     | + 1 volta         | 5    | 3      |
| 5    | 20 | Élie Bayol            | Gordini    | 85     | + 2 voltas        | 15   | 2      |
| 6    | 28 | Harry Schell          | Maserati   | 84     | + 3 voltas        | 11   |        |
| 7    | 8  | Príncipe Bira         | Maserati   | 83     | + 4 voltas        | 10   |        |
| 8    | 30 | Toulo de Graffenried  | Maserati   | 83     | + 4 voltas        | 13   |        |
| 9    | 16 | Umberto Maglioli      | Ferrari    | 82     | + 5 voltas        | 12   |        |
| DSQ  | 18 | Jean Behra            | Gordini    | 61     | Queimou a largada | 17   |        |
| DSQ  | 14 | Mike Hawthorn         | Ferrari    | 52     | Queimou a largada | 4    |        |
| Ret  | 4  | Onofre Marimón        | Maserati   | 48     | Motor             | 6    |        |
| Ret  | 32 | Roberto Mieres        | Maserati   | 37     | Vazamento de óleo | 8    |        |
| Ret  | 22 | Roger Loyer           | Gordini    | 19     | Pressão do óleo   | 16   |        |
| Ret  | 34 | Jorge Daponte         | Maserati   | 19     | Câmbio            | 18   |        |
| Ret  | 24 | Louis Rosier          | Ferrari    | 1      | Acidente          | 14   |        |
| DNS  | 6  | Luigi Musso           | Maserati   |        | Motor             | 7    |        |
| DNS  | 36 | Carlos Menditeguy     | Maserati   |        | Motor             | 9    |        |